# Стегрон
Стегрон (англ. Stegron), настоящее имя Винсент Стегрон (англ. Vincent Stegron) — суперзлодей американских комиксов издательства Marvel Comics, наиболее известный как враг Человека-паука.
Стегрон использовал ту же формулу, что превратила доктора Курта Коннорса в ящероподобного монстра. Смешав образец с ДНК динозавров с Дикой Земли, он превратился в антропоморфного стегозавра.
С момента своего первого появления в комиксах Стегрон появился в других медиа продуктах, включая мультсериалы и видеоигры.

## История публикаций
Стегрон был создан сценаристом Леном Уэйном и художником Гилом Кейном и впервые появился в комиксе Marvel Team-Up #19 (Март 1974).

## Силы и способности
Стегрон обладает сверхчеловеческой силой, скоростью, выносливостью и прочным телом. В его распоряжении имеется цепкий хвост, который он может использовать в качестве оружия ближнего боя или для захвата близлежащих предметов, а также острые когти и зубы. Его кожа практически пуленепробиваема. Также Стегрон обладает ментальной способностью контролировать других динозавров. 
Во время их злополучного союза Саурон наделил Стегрона способностью высасывать жизненную силу из других существ посредством физического контакта.
Как и другие рептилии, Стегрон уязвим для низких температур.

## Вне комиксов

### Телевидение
Стегрон появился в мультсериале «Приключения Супергероев» (2017).

### Видеоигры
Стегрон является одним из союзников Высшего Эволюционера в игре Marvel: Avengers Alliance (2012) для Facebook.

## Критика
Comic Book Resources поместил Стегрона на 10-е место среди «10 самых крутых врагов Человека-паука категории B». Стегрон занял 6-е место среди «10 самых могущественных драконов и динозавров в комиксах Marvel» и 7-е место среди «10 самых могущественных врагов Человека-паука, основанных на животных» по версии Screen Rant.